# París-Tours 2010
La 104.ª París-Tours se disputó el domingo 10 de octubre de 2010 por un trazado de 233 kilómetros con inicio en La Loupe (alrededores de París) y con el tradicional final en la avenida de Grammont en Tours, con tres cotas en los últimos 30 kilómetros en el que el único cambio respecto a la edición anterior radicó en la supresión de la cota de Pont Volant por obras y la introducción de la cota de Beau Soleil.
Estuvo encuadrada en el UCI Europe Tour dentro de la categoría 1.HC (máxima categoría de estos circuitos).
Participaron 25 equipos: 15 de categoría UCI ProTeam (Omega Pharma-Lotto, Quick Step, Team Katusha, Rabobank, Liquigas-Doimo, Team Saxo Bank, Team HTC-Columbia, Garmin-Transitions, Caisse d'Epargne, Team RadioShack, Lampre-Farnese Vini, Sky Professional Cycling Team, Ag2r-La Mondiale, FDJ, Team Milram); 7 de categoría Profesional Continental (Vacansoleil Pro Cycling Team, BMC Racing Team, Bbox Bouygues Telecom, Cofidis, le Crédit en Ligne, Saur-Sojasun, Topsport Vlaanderen-Mercator y Skil-Shimano); y los 3 franceses de categoría Continental (Bretagne-Schuller, Roubaix-Lille Métropole y BigMat-Auber 93). Formaron así un pelotón de 191 ciclistas, con entre 6 y 8 corredores cada equipo, de los que acabaron 173.
El ganador final fue Óscar Freire tras imponerse en el sprint masivo a Angelo Furlan y Gert Steegmans, respectivamente.

## Clasificación final
| Pos.     | Ciclista           | Equipo                       | Tiempo          |
| Posición | Ciclista           | Equipo                       | Tiempo          |
| -------- | ------------------ | ---------------------------- | --------------- |
| 1.       | Óscar Freire       | Rabobank                     | 4 h 52 min 54 s |
| 2.       | Angelo Furlan      | Lampre-Farnese Vini          | m.t.            |
| 3.       | Gert Steegmans     | RadioShack                   | m.t.            |
| 4.       | Klaas Lodewijck    | Topsport Vlaanderen-Mercator | m.t.            |
| 5.       | Yukiya Arashiro    | Bbox Bouygues Telecom        | m.t.            |
| 6.       | Romain Feillu      | Vacansoleil                  | m.t.            |
| 7.       | Yoann Offredo      | Française des Jeux           | m.t.            |
| 8.       | Wouter Weylandt    | Quick Step                   | m.t.            |
| 9.       | Bernhard Eisel     | HTC-Columbia                 | m.t.            |
| 10.      | Sébastien Chavanel | Française des Jeux           | m.t.            |